# Skinny Love
"Skinny Love" là bài hát của ban nhạc indie folk người Mỹ Bon Iver.

## Bối cảnh phát hành
"Skinny Love" được chọn phát hành dưới dạng đĩa đơn đầu tiên trích từ album đầu tay của nhóm vào năm 2007, For Emma, Forever Ago tại Hoa Kỷ và tại Anh Quốc vào ngày 28 tháng 4 năm 2008. Bài hát được sử dụng trong tập đầu tiên thuộc mùa thứ năm của loạt phim Grey's Anatomy. Phiên bản tải nhạc số của bài hát sau đó được chọn làm "Đĩa đơn của tuần" tại cửa hàng iTunes Anh Quốc và là "Bài hát của ngày" tại National Public Radio. Vào ngày 6 tháng 10 năm 2008, "Skinny Love" được xuất hiện trong loạt chương trình của đài NBC Chuck (mùa 2, t65p 3). Vào ngày 11 tháng 12 năm 2008, Bon Iver trình diễn "Skinny Love" trên chương trình Late Show with David Letterman. Vào ngày 26 tháng 1 năm 2009, "Skinny Love" được xướng tên ở vị trí thứ 21 trong danh sách Những bài hát xuất sắc nhất của năm.

### Danh sách bài hát
| STT | Nhan đề       | Thời lượng |
| --- | ------------- | ---------- |
| 1.  | "Skinny Love" | 3:59       |

### Trên các bảng xếp hạng
| Bảng xếp hạng (2012)                | Thứ hạng cao nhất |
| ----------------------------------- | ----------------- |
| Đan Mạch (Tracklisten)              | 32                |
| UK Official Streaming Chart Top 100 | 88                |

## Phiên bản của Birdy
Nữ ca sĩ người Anh Birdy cho phát hành một phiên bản trình bày lại bài hát này vào ngày 30 tháng 1 năm 2011 dưới dạng tải nhạc số. Đĩa đơn được xuất hiện trong tập phim thứ 21 thuộc mùa thứ hai của loạt phim The Vampire Diaries và trong tập đầu tiên của Prisoners' Wives.
Bài hát đạt đến top 10 ARIA Charts tại Úc, nhờ vào phần trình diễn của Bella Ferraro trong cuộc thi X Factor, được trình chiếu vào tháng 8 năm 2012. Bài hát cũng đạt được thành công tại New Zealand sau khi thí sinh Jackie Thomas trình bày nó trong phần thi thử giọng tại The X Factor. Bài hát đạt đến vị trí Á quân trên các bảng xếp hạng RIANZ.
Vào năm 2011, "Skinny Love" đạt ngưỡng doanh số 259,000 bản tại Anh Quốc, trở thành đĩa đơn rock bán chạy thứ ba của năm. Tính tới tháng 2 năm 2012, bài hát đạt 320,475 bản tại Anh Quốc.

### Video âm nhạc
3 video âm nhạc cho "Skinny Love" được phát hành lần lượt vào ngày 1 tháng 4 năm 2011, ngày 14 tháng 10 năm 2011, và ngày 15 tháng 1 năm 2014.

### Danh sách bài hát
| STT | Nhan đề       | Thời lượng |
| --- | ------------- | ---------- |
| 1.  | "Skinny Love" | 3:22       |

| Bảng xếp hạng (2011–2014)            | Thứ hạng cao nhất |
| ------------------------------------ | ----------------- |
| Úc (ARIA)                            | 2                 |
| Áo (Ö3 Austria Top 40)               | 15                |
| Bỉ (Ultratop 50 Flanders)            | 3                 |
| Bỉ (Ultratop 50 Wallonia)            | 4                 |
| Pháp (SNEP)                          | 2                 |
| Đức (GfK)                            | 73                |
| Ireland (IRMA)                       | 22                |
| Hà Lan (Dutch Top 40)                | 2                 |
| New Zealand (Recorded Music NZ)      | 2                 |
| Poland (ZPAV)                        | 88                |
| Scotland (OCC)                       | 17                |
| Thụy Sĩ (Schweizer Hitparade)        | 19                |
| Anh Quốc (OCC)                       | 17                |
| Hoa Kỳ Adult Pop Airplay (Billboard) | 40                |
| Hoa Kỳ Alternative Songs (Billboard) | 40                |

| Bảng xếp hạng (2011)             | Thứ hạng |
| -------------------------------- | -------- |
| Belgian Singles Chart (Flanders) | 20       |
| Dutch Singles Chart              | 22       |
| Bảng xếp hạng (2012)             | Thứ hạng |
| Australia (ARIA)                 | 8        |

### Chứng nhận
| Quốc gia                                                                           | Chứng nhận  | Số đơn vị/doanh số chứng nhận |
| ---------------------------------------------------------------------------------- | ----------- | ----------------------------- |
| Úc (ARIA)                                                                          | 6× Bạch kim | 420.000^                      |
| Bỉ (BEA)                                                                           | Bạch kim    | 0*                            |
| Canada (Music Canada)                                                              | Vàng        | 40,000^                       |
| Pháp (SNEP)                                                                        | Bạch kim    | 150,000*                      |
| Thụy Sĩ (IFPI)                                                                     | Vàng        | 15.000^                       |
| Anh Quốc (BPI)                                                                     | Vàng        | 400.000^                      |
| * Chứng nhận dựa theo doanh số tiêu thụ. ^ Chứng nhận dựa theo doanh số nhập hàng. |             |                               |

### Lịch sử phát hành
| Quốc gia | Ngày phát hành      | Định dạng   | Nhãn thu âm      |
| -------- | ------------------- | ----------- | ---------------- |
| Anh Quốc | 30 tháng 1 năm 2011 | Tải nhạc số | Atlantic Records |